# Den lille hvide ged
Den lille hvide ged er en børnefilm fra 1973 instrueret af Jørgen Vestergaard efter manuskript af Ellen Maria Rosenfalk Siersted.

## Handling
Jacob og Trine er på sommerferie med far og mor – og sammen med en helt ny, herlig legekammerat, et lille gedekid. De er også i cirkus, og geden synes, det er mægtigt morsomt. Om natten stikker den i hvert fald af fra børnene og bliver taget med af cirkusfolkene, som er på vej til den næste by. De vil træne den op til at være en rigtig cirkusged. Men børnene savner deres legekammerat, og de løser selv problemet. Egnet til børn fra 4 år.